# Янковский, Кирилл Владимирович
Кирилл Владимирович Янковский (бел. Кірыл Уладзіміравіч Янкоўскі; род. 9 августа 1999, Барановичи, Брестская область) — белорусский футболист, защитник клуба «Ислочь».

## Карьера

### «Шахтёр» Солигорск
Воспитанник футбольной академии солигорского «Шахтёра». В 2017 году футболист стал выступать за дублирующий состав солигорского клуба. За основную команду клуба футболист дебютировал 29 июля 2018 года в матче Кубка Беларуси против «Чисти», выйдя на поле в стартовом составе. В январе 2020 года футболист отправился выступать в петриковский «Шахтёр», вместе с которым по итогу дебютного сезона стал серебряным призёром Второй лиги, заработав прямое повышение в дивизионе. В феврале 2021 года контракт футболиста с петриковским клубом был продлён. Новый сезон футболист начал 6 мая 2021 года с матча против «Орши», выйдя на замену на 42 минуте. Дебютным забитым голом футболист отличился в своём следующем сезоне 28 августа 2022 года в матче против «Орши». По итогу сезона 2022 года футболист вместе с клубом стал бронзовым призёром Первой лиги. В феврале 2023 года футболист покинул петриковский «Шахтёр». На протяжении нескольких сезонов футболист выступал за петриковский клуб в роли одного из основных игроков.
В феврале 2023 года футболист вернулся в распоряжение солигорского «Шахтёра», где в составе основной команды начал готовиться к новому сезону. Свой дебютный матч в рамках чемпионата футболист сыграл 2 апреля 2023 года против гродненского «Немана», выйдя на поле в стартовом составе. В июне 2023 года, после ухода из солигорского клуба множества игроков, футболист смог закрепиться в стартовом составе основной команды. По итогу дебютного сезона футболист вместе с клубом смог сохранить прописку в чемпионате. Новый сезон футболист начал 6 марта 2024 года с четвертьфинального матча Кубка Беларуси против жодинского «Торпедо-БелАЗ», выйдя на замену в начале второго тайма. Первым результативным действием за клуб футболист отличился 17 марта 2024 года в матче против «Витебска», отдав голевую передачу. Дебютным забитым голом за клуб футболист отличился 10 ноября 2024 года в матче против «Гомеля». По итогу сезона футболист вместе с клубом завершили чемпионат на итоговом последнем месте. В феврале 2025 года футболист покинул клуб.

### «Ислочь»
В феврале 2025 года появилась информация, что футболист присоединился к «Ислочи». На следующий день футболист официально присоединился к клубу, подписав контракт до конца сезона. За первую половину сезона-2025 не сыграл за клуб ни одного матча высшей лиги, отметившись только в одной игре Кубка Беларуси. В июле 2025 года перешел в «Витебск». 

## Достижения
«Шахтёр» Солигорск
- Обладатель Кубка Беларуси: 2018/19